# 農福爾島
農福爾島是印度尼西亞的島嶼，屬於斯考滕群島的一部分，由比亚克农福尔县负责管理。位於極樂鳥灣（Cenderawasih Bay）以北，由巴布亞省負責管轄，面積335平方公里，四周被珊瑚礁包圍。岛屿北部海岸有科纳索任机场。
1°0′S 134°52′E / 1.000°S 134.867°E